# Левицький Олексій Якович
Левицький Олексій Якович (2 січня 1931 с. Ожарівка, Кам'янець-Подільська область — 1 травня 2008, Новосибірськ, РФ) — оперний співак, бас. Народний артист Російської Федерації (1996).

## Біографія
У 1958 році закінчив Київську консерваторію по класу народного артиста СРСР професора І. Паторжинського.
З 1958 по 2002 рік — соліст Новосибірського театру опери та балету, виконав більше 60 партій, серед яких — Кончак, Мельник, Дон Базиліо, Рене, Сусанін, Лепорелло, Досифей.
У 1961 році став лауреатом (друга премія) Міжнародного конкурсу молодих оперних співаків у Софії.
У 1962 році отримав звання заслуженого артиста РРФСР, а в 1996 році отримав звання народного артиста Російської Федерації.
Доцент, викладач сольного співу в Новосибірській державній консерваторії ім. М. І. Глінки.
Зарубіжні гастролі: 1986 рік — в Польщі, 1993 рік — в Єгипті, 1999 рік — в Іспанії.